# Samantha Dixon
Samantha Kate Dixon, née le 23 septembre 1965, est une femme politique britannique du Parti travailliste qui est députée de Chester depuis l'élection partielle de 2022. Entre 2015 et 2019, elle est la dirigeante du conseil du Cheshire West and Chester, la première femme à occuper ce poste.

## Jeunesse
Samantha Dixon est née à Reading, dans le Berkshire et vit à Chester depuis l'âge de quatre ans, et fréquente le lycée Christleton,. Elle est titulaire d'un BA (1987) en littérature anglaise (britannique et du Commonwealth) de l'Université de Sheffield et travaille comme attachée de presse principale pour Sotheby's de 1989 à 1997.

## Carrière politique
Dixon est élue pour la première fois au conseil du Cheshire West and Chester lors de l'élection du conseil de 2011, représentant la ville de Chester et le quartier Garden Quarter. En 2015, elle devient la première femme dirigeante du conseil.
Elle est à la tête de son groupe de parti jusqu'aux élections de 2019, lorsque le parti travailliste perd le contrôle global du conseil. Après avoir démissionné de son poste de chef du conseil, Dixon reste conseillère de Chester City et du quartier Garden Quarter.
Le 30 octobre 2022, Dixon est investie comme candidate travailliste à l'élection partielle de la ville de Chester, déclenchée après la démission du député travailliste Chris Matheson.
Dixon gagne avec 17 309 (soit 60,8 %) voix et une majorité de 10 974 voix.
Elle prête serment à la Chambre des communes le 5 décembre. Elle est la première députée à prêter serment d'allégeance à Charles III, car son élection partielle est la première depuis son accession au trône le 8 septembre.
Elle est réélue lors des élections législatives du 4 juillet 2024 dans la nouvelle circonscription de Chester North and Neston.

## Distinctions
Dixon est nommé membre de l'ordre de l'Empire britannique (MBE) lors des honneurs d'anniversaire de 2022 « pour service politique ».